# Achaearanea valoka
Achaearanea valoka är en spindelart som beskrevs av Pater Chrysanthus 1975. Achaearanea valoka ingår i släktet Achaearanea och familjen klotspindlar. Inga underarter finns listade i Catalogue of Life.